# Vitrac (Dordogna)
Vitrac è un comune francese di 890 abitanti situato nel dipartimento della Dordogna nella regione della Nuova Aquitania.

## Società

### Evoluzione demografica
Abitanti censiti